# Disztl Péter
Disztl Péter (Baja, 1960. március 30. –) magyar labdarúgó, kapus. Az 1986-os mexikói labdarúgó-világbajnokság résztvevője. Disztl László labdarúgóhátvéd bátyja.

## Pályafutása

### Klubcsapatban
Fejér és Bács-Kiskun megye ifjúsági labdarúgóinak találkozóján figyeltek fel a Videoton megfigyelői a Disztl testvérek játékára. 14 évesen Székesfehérvárra igazolt, 1976-ban ifjúsági országos bajnokok lettek. Az élvonalban 1977-ben mutatkozott be. Összesen 367 bajnoki találkozón védett. Tagja volt az UEFA-kupában a döntőig menetelő csapatnak. A 12 mérkőzésből csak az első kettőt hagyta ki, sérülés miatt. Jelentős szerepe volt a Manchester United elleni továbbjutásban, ahol a tizenegyes párbajban Albiston büntetőjét hárította. A madridi döntő első perceiben Jorge Valdano tizenegyesét védte.
1987-ben testvérével együtt Kispestre, a Honvédhoz került. Itt kétszeres magyar bajnok lett. 1990 és 1993 között külföldön, főleg német csapatokban védett. Miután hazatért, 6 élvonalbeli csapatnál szerepelt, 1997-es visszavonulásáig.

### Válogatottban
A magyar válogatottban 1984 és 1989 között 37 alkalommal védett. Tagja volt az 1986-os mexikói világbajnokságon részt vevő csapatnak, ahol két mérkőzésen ő védett. A szovjetektől kapott hat gól döntően befolyásolta későbbi pályafutását.

### Edzőként
A Vasas, a magyar válogatott, a Videoton, majd a Felcsút kapusedzője volt. 2024-ben a Székesfehérvári MÁV Előre SC U19-es csapatának kapusedzője lett.

## Sikerei, díjai
- Magyar bajnok: (1987–1988, 1988–1989).
- UEFA kupa 2.: (1984–1985).

## Statisztika

### Mérkőzései a válogatottban
| Magyarország | Magyarország         | Magyarország                           | Magyarország     | Magyarország | Magyarország   | Magyarország       | Magyarország | Magyarország |
| #            | Dátum                | Helyszín                               | Hazai            | Eredmény     | Vendég         | Kiírás             | Gólok        | Esemény      |
| ------------ | -------------------- | -------------------------------------- | ---------------- | ------------ | -------------- | ------------------ | ------------ | ------------ |
|              | 1983. április 13.    | Budapest, Csepel stadion               | Magyarország     | 3 – 1        | Görögország    | olimpiai selejtező | -            |              |
| 1.           | 1984. május 23.      | Székesfehérvár, Sóstói Stadion         | Magyarország     | 0 – 0        | Norvégia       | barátságos         | -            |              |
| 2.           | 1984. május 31.      | Budapest, Üllői úti Stadion            | Magyarország     | 1 – 1        | Spanyolország  | barátságos         | -            |              |
| 3.           | 1984. augusztus 22.  | Budapest, Népstadion                   | Magyarország     | 3 – 0        | Svájc          | barátságos         | -            |              |
| 4.           | 1985. január 29.     | Hamburg, Volksparkstadion              | NSZK             | 0 – 1        | Magyarország   | barátságos         | -            |              |
| 5.           | 1985. április 3.     | Budapest, Népstadion                   | Magyarország     | 2 – 0        | Ciprus         | vb-selejtező       | -            |              |
| 6.           | 1985. április 17.    | Bécs, Hanappi Stadion                  | Ausztria         | 0 – 3        | Magyarország   | vb-selejtező       | -            |              |
| 7.           | 1985. május 14.      | Budapest, Népstadion                   | Magyarország     | 0 – 1        | Hollandia      | vb-selejtező       | -            |              |
| 8.           | 1985. október 16.    | Cardiff, Ninian Park                   | Wales            | 0 – 3        | Magyarország   | barátságos         | -            |              |
| 9.           | 1985. december 9.    | Irapuato (MEX)                         | Magyarország     | 1 – 0        | Dél-Korea      | barátságos         | -            |              |
| 10.          | 1985. december 14.   | Toluca                                 | Mexikó           | 2 – 0        | Magyarország   | barátságos         | -            |              |
| 11.          | 1986. január 30.     | El, ben-Khalifa-stadion (QAT)          | Ázsia-válogatott | 0 – 3        | Magyarország   | barátságos         | -            |              |
| 12.          | 1986. február 2.     | Doha                                   | Katar            | 0 – 3        | Magyarország   | barátságos         | -            | 71'          |
| 13.          | 1986. március 16.    | Budapest, Népstadion                   | Magyarország     | 3 – 0        | Brazília       | barátságos         | -            |              |
| 14.          | 1986. június 2.      | Irapuato, Estadio Irapuato (MEX)       | Szovjetunió      | 6 – 0        | Magyarország   | vb-csoportkör      | -            |              |
| 15.          | 1986. június 9.      | León, Estadio León (MEX)               | Magyarország     | 0 – 3        | Franciaország  | vb-csoportkör      | -            |              |
| 16.          | 1987. szeptember 9.  | Glasgow, Hampden Park                  | Skócia           | 2 – 0        | Magyarország   | barátságos         | -            |              |
| 17.          | 1987. szeptember 23. | Varsó, Legia-stadion                   | Lengyelország    | 3 – 2        | Magyarország   | Eb-selejtező       | -            |              |
| 18.          | 1987. október 14.    | Budapest, Népstadion                   | Magyarország     | 3 – 0        | Görögország    | Eb-selejtező       | -            |              |
| 19.          | 1987. november 18.   | Budapest, Népstadion                   | Magyarország     | 0 – 0        | NSZK           | barátságos         | -            |              |
| 20.          | 1987. december 2.    | Budapest, Üllői úti Stadion            | Magyarország     | 1 – 0        | Ciprus         | Eb-selejtező       | -            |              |
| 21.          | 1988. március 26.    | Brüsszel, Heysel Stadion               | Belgium          | 3 – 0        | Magyarország   | barátságos         | -            |              |
| 22.          | 1988. május 4.       | Budapest, Népstadion                   | Magyarország     | 3 – 0        | Izland         | barátságos         | -            |              |
| 23.          | 1988. május 17.      | Budapest, Népstadion                   | Magyarország     | 0 – 4        | Ausztria       | barátságos         | -            |              |
| 24.          | 1988. augusztus 31.  | Linz, Linzer Stadion                   | Ausztria         | 0 – 0        | Magyarország   | barátságos         | -            |              |
| 25.          | 1988. szeptember 21. | Reykjavík, Laugardarsvöllur            | Izland           | 0 – 3        | Magyarország   | barátságos         | -            | 78'          |
| 26.          | 1988. október 19.    | Budapest, Népstadion                   | Magyarország     | 1 – 0        | Észak-Írország | vb-selejtező       | -            |              |
| 27.          | 1988. november 15.   | Pireusz, Karaiszkákisz Stadion         | Görögország      | 3 – 0        | Magyarország   | barátságos         | -            | 83'          |
| 28.          | 1988. december 11.   | Ta’ Qali                               | Málta            | 2 – 2        | Magyarország   | vb-selejtező       | -            |              |
| 29.          | 1989. március 8.     | Budapest, Népstadion                   | Magyarország     | 0 – 0        | Írország       | vb-selejtező       | -            |              |
| 30.          | 1989. április 4.     | Budapest, Népstadion                   | Magyarország     | 3 – 0        | Svájc          | barátságos         | -            |              |
| 31.          | 1989. április 12.    | Budapest, Népstadion                   | Magyarország     | 1 – 1        | Málta          | vb-selejtező       | -            |              |
| 32.          | 1989. április 26.    | Taranto, Jacovone Stadion              | Olaszország      | 4 – 0        | Magyarország   | barátságos         | -            |              |
| 33.          | 1989. június 4.      | Dublin, Landsdowne Road                | Írország         | 2 – 0        | Magyarország   | vb-selejtező       | -            |              |
| 34.          | 1989. szeptember 6.  | Belfast, Windsor Park                  | Észak-Írország   | 1 – 2        | Magyarország   | vb-selejtező       | -            |              |
| 35.          | 1989. október 11.    | Budapest, Népstadion                   | Magyarország     | 2 – 2        | Spanyolország  | vb-selejtező       | -            |              |
| 36.          | 1989. október 25.    | Budapest, Népstadion                   | Magyarország     | 1 – 1        | Görögország    | barátságos         | -            |              |
| 37.          | 1989. november 15.   | Sevilla, Ramón Sánchez Pizjuan Stadion | Spanyolország    | 4 – 0        | Magyarország   | vb-selejtező       | -            |              |
|              | Összesen             |                                        |                  | 37           | mérkőzés       |                    | 0            | gól          |